# جوديث سكوت
جوديث سكوت (بالإنجليزية: Judith Scott)‏ هي فنانة أمريكية، ولدت في 1 مايو 1943 في سينسيناتي في الولايات المتحدة، وتوفيت في 15 مارس 2005 في Dutch Flat, California ‏ في الولايات المتحدة.